# 洛奇波爾 (蒙大拿州)
洛奇波爾（英語：Lodge Pole）是位於美國蒙大拿州布萊恩縣的普查規定居民點。

## 歷史
洛奇波爾的郵局於1906年設立，其後於1919年停運。

## 人口
根據2020年美國人口普查的數據，洛奇波爾的面積為34.68平方千米，皆為陸地。當地共有人口294人，而人口密度為每平方千米8.48人。